# Cá sa ba
Cá thu Nhật hay Cá sa ba hay sa pa (danh pháp hai phần: Scomber japonicus), còn biết đến như là cá thu Thái Bình Dương, cá thu Nhật Bản, cá thu lam hoặc cá thu bống, đôi khi còn gọi là "cá thu đầu cứng" hay "cá thu mắt bò", là một loài cá thu có họ gần với cá thu Đại Tây Dương (Scomber scombrus) trong họ Cá thu ngừ (Scombridae).

## Nhận dạng
Đây là loài cá nói chung kích thước nhỏ hơn cá thu Đại Tây Dương, chiều dài trung bình khoảng 20–35 cm (8-14 inch). Con cá dài nhất được ghi nhận là 64 cm và nặng nhất là 2,9 kg. Cá thu này sống đến 18 năm.
Về mặt cơ thể, đáng kể nhất là cá sa ba có bong bóng khá phát triển nối với thực quản, trong khi các loài "cá thu thật sự" trong chi Scomber không có. Về ngoại hình cá thu Đại Tây Dương có thân sau màu trắng bạc phía dưới đường giữa, trong khi khúc thân sau phía dưới của cá sa ba có vằn xen lẫn đốm đen nhỏ. Mắt cá sa ba cũng to hơn cá thu Đại Tây Dương. Một số khác biệt khó nhận diện hơn là vây lưng cá sa ba mọc gần nhau hơn, tổng cộng là 9 hay 10 gai. Cá thu Đại Tây Dương thì thường có 11 gai trở lên. Tiết diện thân cá hình elip.

## Tập tính
Cá sa ba di chuyển theo các hải lưu nước ấm nhưng chịu lạnh tốt hơn cá thu lam. Khi trời sang thu chúng thiên di về vùng nhiệt đới đến mùa xuân tới thì lại trở về vùng khí hậu ôn đới. Khoảng cách di chuyển mỗi ngày có thể trên 10 km.
Mùa cá sinh sản từ tháng 2 tới tháng 8; trứng cá có đường kính 1,08-1,15 mm. Cá dài khoảng 25 cm có thể đẻ 10-40 nghìn trứng trong khi cá trên 40 cm có khả năng đẻ 80-140 nghìn trứng. Cho dù lượng trứng rất lớn tỷ lệ cá bột sinh tồn không cao vì trứng và cá con thường bị các loài cá khác ăn.
Cá sa ba di chuyển thành bầy như cá thu Đại Tây Dương, và cách kiếm ăn của chúng cũng tương tự, săn bắt các loài giáp xác ngoài biển khơi. Khi ở vùng ven biển như Woods Hole cá chủ yếu ăn các loài phù du thuộc phân lớp Chân cong (Copepoda). Chúng cũng ăn các loài thuộc bộ Amphipoda, họ San pê (Salpidae), lớp Appendicularia, và cá trích (Clupea spp.) nhỏ. Cá sa ba có thể nhóm thành bầy di chuyển cùng các loài khác như cá ngừ Thái Bình Dương (Sarda chiliensis), cá sòng Thái Bình Dương (Trachurus symmetricus) và cá sacđin Nam Mỹ (Sardinops sagax).

## Ngành đánh cá

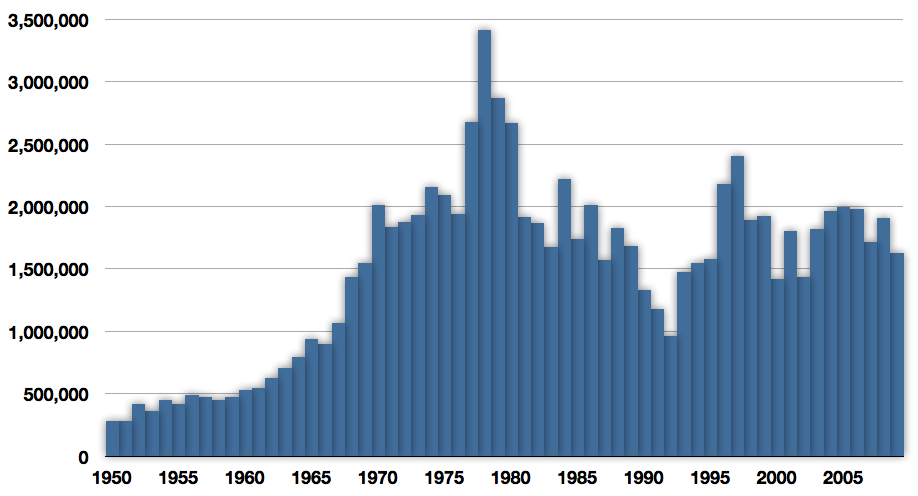
Sản lượng đánh giá (tấn) từ năm 1950 đến năm 2009

## Phân bố
Cá sa ba sống ngoài khơi vùng biển nhiệt đới Thái Bình Dương từ 10-27 độ C ở chiều sâu không quá 300 m, thường là ở khoảng 50–200 m. Ngoại trừ ở khu vực ven Nam Phi, loài cá này gần như vắng mặt ở Ấn Độ Dương. Trong khi đó Cá thu lam (Scomber australasicus) có mặt ở vùng Hồng Hải và miến bắc Ấn Độ Dương. Vùng chồng lấn có mặt cả hai loài cá không quá lớn.

## Sử dụng
Thịt cá sa ba nhiều nạc, trắng thịt, và ít mỡ. Mỡ cá ngược lại có nhiều axít docosahexaenoic (DHA) và axít eicosapentaenoic (EPA). Lượng mỡ trong cá sa ba thay đổi theo mùa: cao vào mùa thu và mùa đông; thấp vào mùa hè sang mùa thu. Ẩm thực Nhật Bản hay dùng cá sa ba làm sushi, ăn gỏi hoặc nướng. Ăn cá sống có thể nhiễm giun ký sinh của chi Anisakis.
Ngoài ra, trong công nghiệp thực phẩm, người ta còn chế biến nó thành dạng cá hộp, hun khói, ướp đá hay muối.